# Diplahan
Diplahan ist eine philippinische Stadtgemeinde in der Provinz Zamboanga Sibugay. Sie hat 32.428 Einwohner (Zensus 1. August 2015).

## Baranggays
Diplahan ist politisch in 22 Baranggays unterteilt.
| - Balangao - Butong - Ditay - Gaulan - Goling - Guinoman - Kauswagan - Lindang - Lobing - Luop - Manangon | - Mejo - Natan - Paradise - Pilar - Poblacion (Diplahan) - Sampoli A - Sampoli B - Santa Cruz - Songcuya - Tinongtongan - Tuno |